# Geophagus sveni
Geophagus sveni är en fiskart som beskrevs av Lucinda, Lucena och Leandro Assis 2010. Geophagus sveni ingår i släktet Geophagus och familjen Cichlidae. Inga underarter finns listade i Catalogue of Life.